# Правительство Ющенко
В статье даются сведения о составе Кабинета Министров Украины под председательством Виктора Ющенко, действовавшего в декабре 1999 года — мае 2001 года.
В соответствии со статьей 114 Конституции Украины в редакции от 28 июня 1996 года в состав Кабинета Министров Украины входили Премьер-министр Украины, Первый вице-премьер-министр, три вице-премьер-министра, министры.

## Состав Кабинета Министров
После даты назначения или освобождения от должности членов Кабинета Министров стоит номер соответствующего Указа Президента Украины.
Члены правительства расположены в списке в хронологическом порядке по дате их назначения.
- Ющенко Виктор Андреевич — Премьер-министр Украины (22 декабря 1999 г., № 1609/99 — 29 мая 2001 г., № 346/2001)
- Ехануров Юрий Иванович — Первый вице-премьер-министр Украины (30 декабря 1999 г., № 1644/99 — 29 мая 2001 г., № 348/2001)
- Тимошенко Юлия Владимировна — Вице-премьер-министр Украины (30 декабря 1999 г., № 1645/99 — 19 января 2001 г., № 27/2001)
- Жулинский Николай Григорьевич — Вице-премьер-министр Украины (30 декабря 1999 г., № 1646/99 — 29 мая 2001 г., № 349/2001)
- Кравченко Юрий Федорович — Министр внутренних дел Украины (30 декабря 1999 г., № 1647/99 — 26 марта 2001 г., № 200/2001)
- Тигипко Сергей Леонидович — Министр экономики Украины (30 декабря 1999 г., № 1648/99 — 5 июля 2000 г., № 852/2000)
- Тулуб Сергей Борисович — Министр топлива и энергетики Украины (30 декабря 1999 г., № 1649/99 — 26 июня 2000 г., № 826/2000)
- Тарасюк Борис Иванович — Министр иностранных дел Украины (30 декабря 1999 г., № 1650/99 — 29 сентября 2000 г., № 1092/2000)
- Ступка Богдан Сильвестрович — Министр культуры и искусств Украины (30 декабря 1999 г., № 1651/99 — 29 мая 2001 г., № 357/2001)
- Кузьмук Александр Иванович — Министр обороны Украины (30 декабря 1999 г., № 1652/99 — 29 мая 2001 г., № 359/2001)
- Кремень Василий Григорьевич — Министр образования и науки Украины (30 декабря 1999 г., № 1653/99 — 29 мая 2001 г., № 360/2001)
- Сахань Иван Яковлевич — Министр труда и социальной политики Украины (30 декабря 1999 г., № 1654/99 — 29 мая 2001 г., № 362/2001)
- Костюченко Леонид Михайлович — Министр транспорта Украины (30 декабря 1999 г., № 1655/99 — 29 мая 2001 г., № 363/2001)
- Митюков Игорь Александрович — Министр финансов Украины (30 декабря 1999 г., № 1656/99 — 29 мая 2001 г., № 364/2001)
- Станик Сюзанна Романовна — Министр юстиции Украины (30 декабря 1999 г., № 1657/99 — 29 мая 2001 г., № 365/2001)
- Гладий Михаил Васильевич — Вице-премьер-министр Украины (10 января 2000 г., № 15/2000 — 26 марта 2001 г., № 205/2001)
- Кириленко Иван Григорьевич — Министр аграрной политики Украины (10 января 2000 г., № 16/2000 — 29 мая 2001 г., № 351/2001)
- Дурдинец Василий Васильевич — Министр Украины по вопросам чрезвычайных ситуаций и по делам защиты населения от последствий Чернобыльской катастрофы (11 января 2000 г., № 35/2000 — 29 мая 2001 г., № 358/2001)
- Москаленко Виталий Федорович — Министр здравоохранения Украины (12 января 2000 г., № 46/2000 — 29 мая 2001 г., № 361/2001)
- Заец Иван Александрович — Министр экологии и природных ресурсов Украины (31 января 2000 г., № 115/2000 — 29 мая 2001 г., № 353/2001)
- Ермилов Сергей Федорович — Министр топлива и энергетики Украины (13 июля 2000 г., № 885/2000 — 6 марта 2001 г., № 153/2001)
- Роговой Василий Васильевич — Министр экономики Украины (9 августа 2000 г., № 967/2000 — 29 мая 2001 г., № 354/2001)
- Зленко Анатолий Максимович — Министр иностранных дел Украины (2 октября 2000 г., № 1101/2000 — 29 мая 2001 г., № 356/2001)
- Дубина Олег Викторович — Вице-премьер-министр Украины по вопросам промышленной политики (26 января 2001 г., № 54/2001 — 29 мая 2001 г., № 350/2001)
- Сташевский Станислав Телисфорович — Министр топлива и энергетики Украины (6 марта 2001 г., № 154/2001 — 29 мая 2001 г., № 355/2001)
- Смирнов Юрий Александрович — Министр внутренних дел Украины (26 марта 2001 г., № 201/2001 — 29 мая 2001 г., № 352/2001)

Указом Президента Украины от 28 апреля 2001 г. № 290/2001 в связи принятием Верховной Радой Украины резолюции о недоверии Кабинету Министров Украины (резолюция Верховной Рады Украины от 26 апреля 2001 г. № 2393-III) принята отставка Кабинета Министров Украины. Кабинету Министров Украины поручено продолжать исполнять свои обязанности до начала работы вновь сформированного Кабинета Министров Украины.

## Мнения о правительстве
«Я его [Ющенко] поддержал в 1999-м и 2004-м. Он не предает, он просто не выполняет своих обещаний… Он обещал ещё в 1999-м году создать коалиционное правительство и взять в его состав профессионалов от всех фракций большинства, но слова не сдержал. Мне было стыдно смотреть в глаза своим коллегам, которых я убеждал поддержать его кандидатуру на пост премьера» (Александр Волков в украинском журнале «Профиль» за 09.02.2008).